# Andre Wesson
Keith Andre Wesson Jr. (Westerville, 28 agosto 1997) è un cestista statunitense.